# Wnory (przystanek kolejowy)
Wnory – nieczynny przystanek osobowy, a dawniej stacja kolejowa w miejscowości Leśniewo-Niedźwiedź na linii kolejowej nr 36, w województwie podlaskim, w Polsce.

## Historia
Stacja została uruchomiona wraz z linią kolejową. W różnym okresie posiadała od trzech do czterech torów. Ruch był prowadzony za pomocą sygnalizacji kształtowej i urządzeń kluczowych ręcznych przez dwie nastawnie: Wn, Wn1. Stacja posiadała stację pomp, żurawie wodne (ostatni zlikwidowano w roku 2007, wciąż pozostały fundamenty). Pierwszy murowany dworzec uległ zniszczeniu w sierpniu 1944 roku podczas ofensywy Armii Czerwonej. W 1946 DOKP Olsztyn wybudowała prowizoryczny drewniany dworzec. W pierwszym budynku, oprócz kasy biletowej, poczekalni i pomieszczeń zawiadowcy stacji, znajdowała się poczta. Powojenny dworzec spłonął około roku 1966-1967. PKP nie odbudowały dworca, zaś stacja została zdegradowana do funkcji przystanku osobowego. Dotychczasowa nastawnia obsługująca zachodnią głowicę rozjazdową została przekształcona w posterunek dróżnika przejazdowego i tak przetrwała do roku 1997, kiedy została zlikwidowana, a tym samym przejazd kolejowo-drogowy został przekształcony do kategorii D. Od 2 kwietnia 2000 roku przystanek jest nieczynny.   

## Teraźniejszość
Obecnie na przystanku osobowym pozostał peron, droga dojazdowa z kamienia polnego oraz pozostałości po rampie bocznej. Sukcesywnie rozbierana była zbędna infrastruktura. W marcu 2017 roku na linii kolejowej nr 36 rozpoczęły się prace związane z zapewnieniem objazdu linii kolejowej nr 6. Drobnemu remontowi został poddany peron. Jednocześnie trwa opracowywanie studium wykonalności dla projektu w ramach Regionalnego Programu Operacyjnego dla Województwa Podlaskiego na lata 2014-2020, w którym przewiduje się dalszy remont linii. Ponadto przystanek znalazł się na liście podstawowej obiektów przewidzianych do przebudowy w ramach Rządowego Programu budowy lub modernizacji przystanków kolejowych na lata 2021-2025.